# Feliks Rogoziński
Feliks Rogoziński herbu Abdank, (ur. 29 sierpnia 1879 w Warszawie, zm. 10 stycznia 1940 Sachsenhausen), zoolog, profesor Uniwersytetu Jagiellońskiego. Specjalista w zakresie biochemii i fizjologii zwierząt. 

## Życiorys
Był synem Jana Tadeusza prezesa Prokuratorii Generalnej Królestwa Polskiego i Ludwiki z Minterów, wnukiem przemysłowca Karola Juliusza Mintera. Egzamin dojrzałości zdał w 1897 w V Gimnazjum Klasycznym w Warszawie, a następnie wstąpił na Wydział Przyrodniczy Uniwersytetu Warszawskiego, który ukończył w 1901 ze stopniem kandydata nauk fizyko-matematycznych. W latach 1901–1903 pracował w laboratorium botanicznym UW, gdzie zajmował się rozwojem drożdży pod wpływem chininy oraz w gabinecie botanicznym Warszawskiego Instytutu Politechnicznego. Następnie przeniósł się do Krakowa gdzie w latach 1903–1916 był asystentem w Katedrze Hodowli Zwierząt i Mleczarstwa na Studium Rolniczym Wydziału Filozoficznego UJ. 31 maja 1905 uzyskał na tym Wydziale tytuł doktora filozofii na podstawie pracy O rozkładzie kazeiny przez niektóre bakterie fermentacji mlekowej, wyhodowane z sera ementalskiego. Przez następne 2 lata przebywał na studiach naukowych za granicą w Berlinie i w Strassburgu. W okresie prowadził badania nad produktami rozkładu białka surowicy krwi pod wpływem soku trzustkowego. Po powrocie do kraju uzyskał 14 września 1910 veniam legendi na UJ jako docent prywatny fizjologii i nauki żywienia zwierząt domowych, po przedstawieniu pracy Przyczynki do znajomości wymiany fosforu w ustroju zwierzęcym W  1910 ponownie otrzymał stypendium AU i wyjechał na studia de Instytutu Pasteura w Paryżu, a następnie przebywał w Heidelbergu. W 1916 mianowany został tytularnym profesorem nadzwyczajnym i w tym samym okresie zaproponowano mu przejście do Instytutu Gospodarstwa Wiejskiego w Puławach. Było to jedną z przyczyn przyspieszenia decyzji władz o utworzeniu nowej Katedry Fizjologii i Nauki Żywienia Zwierząt Domowych na UJ oraz mianowaniu Rogozińskiego rzeczywistym profesorem nadzwyczajnym 1 października 1917, a następnie 1 kwietnia 1920 – profesorem zwyczajnym. Katedrą kierował do wybuchu II wojny światowej w 1939. Był faktycznym twórcą i organizatorem tej placówki, umożliwiającej prowadzenie pierwszych w Polsce badań fizjologii żywienia związanych z potrzebami rolnictwa krajowego. W 1920 był dyrektorem Studium Rolniczego UJ, a po przekształceniu Studium w Wydział dziekanem 1926 i 1937 i prodziekanem 1927–1930 Wydziału Rolniczego. W 1938 odznaczony Krzyżem Komandorskim Orderu Odrodzenia Polski. Należał do Międzynarodowej Unii Chemicznej z ramienia której uczestniczył w kongresach w 1934 w Madrycie, 1937 w Zurichu, w 1938 w Rzymie. Aresztowany w trakcie Sonderaktion Krakau, został wywieziony do obozu koncentracyjnego w Sachsenhausen. Załamany psychicznie, odmawiał przyjmowania pokarmów  zmarł na zapalenie płuc. Urnę z prochami profesora pochowano na cmentarzu Rakowickim (kwatera VIII rząd 4, miejsce 19).